# دابل نگتیو
دابل نگتیو (انگلیسی: Double Negative) یک شرکت بریتانیایی ساخت جلوه‌های ویژه فیلم و انیمیشن‌های رایانه‌ای است. مقر این کمپانی در فیتزروویا، لندن واقع شده است.